# Chojno-Błota Wielkie
Chojno-Błota Wielkie – wieś w Polsce położona w województwie wielkopolskim, w powiecie szamotulskim, w gminie Wronki, wchodząca w skład sołectwa Chojno-Błota.
W latach 1975–1998 miejscowość należała administracyjnie do województwa pilskiego.